# اولاد بلمو
اولاد بلمو یک منطقهٔ مسکونی در الجزایر است که در ناحیه ثنیه واقع شده‌است. اولاد بلمو ۶٫۹ کیلومتر مربع مساحت دارد ۴۹۰ متر بالاتر از سطح دریا واقع شده‌است.